# Intertoto Cup 1993
De Intertoto Cup was sinds 1967 een mogelijkheid voor ploegen om in de zomer te blijven voetballen. De editie van 1993 werd zoals gebruikelijk gehouden tijdens de zomerstop. Ze bestond enkel uit groepswedstrijden omdat het onhaalbaar bleek nog knock-outronden te spelen na de zomerstop. Clubs hadden daarvoor een te druk programma en de UEFA bepaalde dat ploegen die aan UEFA-toernooien zoals de twee edities van de Europa Cup meededen, niet mochten deelnemen aan andere toernooien.
Aan deze editie van het toernooi deden 40 ploegen mee, net als vorig jaar. De opzet was deze editie van het toernooi iets veranderd. Er waren nu acht groepen van vijf teams. Er werd gespeeld in een halve competitie, dus elk team speelde vier wedstrijden. Loting bepaalde wanneer en tegen wie een team uit of thuis speelde. Er deden zeven teams mee uit Denemarken; vijf uit Duitsland, Oostenrijk en Zweden; vier uit Tsjecho-Slowakije en Zwitserland; twee uit Griekenland, Israël, Polen en Roemenië en één uit Bulgarije en Hongarije.
Dit toernooi waren er twee teams met de hoogste score: het Zweedse Trelleborgs FF uit groep 2 en het Tsjecho-Slowaakse Slavia Praag uit groep 5. Beide teams haalden acht punten, met een doelsaldo van +9.

## Eindstanden

### Groep 1
| plaats | Club              | Doelpunten | Punten |
| ------ | ----------------- | ---------- | ------ |
| 1.     | Rapid Wien        | 14 : 4     | 7      |
| 2.     | Zawisza Bydgoszcz | 8 : 4      | 4      |
| 3.     | Halmstads BK      | 3 : 4      | 4      |
| 4.     | Brondby IF        | 11 : 15    | 4      |
| 5.     | Jantra Gabrovo    | 4 : 13     | 1      |

### Groep 2
| plaats | Club             | Doelpunten | Punten |
| ------ | ---------------- | ---------- | ------ |
| 1.     | Trelleborgs FF   | 11 : 2     | 8      |
| 2.     | 1.FC Saarbrücken | 10 : 5     | 6      |
| 3.     | Lyngby BK        | 9 : 10     | 4      |
| 4.     | Rapid Boekarest  | 12 : 11    | 2      |
| 5.     | FC Korinthos     | 2 : 16     | 0      |

### Groep 3
| plaats | Club            | Doelpunten | Punten |
| ------ | --------------- | ---------- | ------ |
| 1.     | IFK Norrköping  | 11 : 6     | 6      |
| 2.     | Lausanne Sports | 11 : 6     | 6      |
| 3.     | Austria Wien    | 7 : 2      | 6      |
| 4.     | Pogon Szczecin  | 5 : 11     | 2      |
| 5.     | FC Kopenhagen   | 2 : 11     | 0      |

Lausanne Sports vs. IFK Norrköping eindigde in 2-4, dus IFK Norrköping wordt eerste op onderling resultaat.

### Groep 4
| plaats | Club                    | Doelpunten | Punten |
| ------ | ----------------------- | ---------- | ------ |
| 1.     | Malmö FF                | 5 : 2      | 6      |
| 2.     | OB Odense               | 9 : 7      | 4      |
| 3.     | Bayer Uerdingen         | 6 : 7      | 4      |
| 4.     | Videoton Székesfehérvár | 9 : 6      | 3      |
| 5.     | DAC Dunajska Streda     | 3 : 10     | 3      |

### Groep 5
| plaats | Club             | Doelpunten | Punten |
| ------ | ---------------- | ---------- | ------ |
| 1.     | Slavia Praag     | 11 : 2     | 8      |
| 2.     | VfB Leipzig      | 5 : 3      | 5      |
| 3.     | Aalborg BK       | 6 : 7      | 4      |
| 4.     | BK Häcken        | 5 : 8      | 2      |
| 5.     | Maccabi Tel-Aviv | 2 : 9      | 1      |

### Groep 6
| plaats | Club              | Doelpunten | Punten |
| ------ | ----------------- | ---------- | ------ |
| 1.     | FC Zürich         | 7 : 5      | 5      |
| 2.     | Slovan Bratislava | 8 : 8      | 5      |
| 3.     | Tirol Innsbruck   | 5 : 4      | 4      |
| 4.     | VfL Bochum        | 5 : 5      | 4      |
| 5.     | Silkeborg IF      | 4 : 7      | 2      |

### Groep 7
| plaats | Club                | Doelpunten | Punten |
| ------ | ------------------- | ---------- | ------ |
| 1.     | BSC Young Boys Bern | 9 : 5      | 7      |
| 2.     | Sigma Olomouc       | 5 : 2      | 6      |
| 3.     | Aarhus GF           | 12 : 6     | 4      |
| 4.     | Austria Salzburg    | 3 : 10     | 2      |
| 5.     | Otelul Galati       | 4 : 10     | 1      |

### Groep 8
| plaats | Club                 | Doelpunten | Punten |
| ------ | -------------------- | ---------- | ------ |
| 1.     | Dynamo Dresden       | 4 : 1      | 6      |
| 2.     | FC Aarau             | 4 : 3      | 5      |
| 3.     | Wiener Sport-Club    | 5 : 4      | 4      |
| 4.     | Iraklis Thessaloniki | 5 : 7      | 3      |
| 5.     | Beitar Jeruzalem     | 3 : 6      | 2      |